# 高氏絢鯰
高氏絢鯰，為輻鰭魚綱鯰形目鯰科的其中一種，為亞熱帶淡水魚，分布於亞洲印度淡水流域，體長可達16.5公分，棲息在底層水域，生活習性不明。

## 扩展阅读
維基物種上的相關：高氏絢鯰